# Dirt Bag
Dirt Bag è il secondo extended play del rapper statunitense Blueface, pubblicato il 9 agosto 2019.

## Tracce
1. Dirt Bag – 2:13
2. Bussdown (feat. Offset) – 3:02
3. Disrespectful – 2:32
4. Daddy (feat. Rich the Kid) – 2:31
5. Bussin (feat. Lil Pump) – 2:14
6. Stop Cappin – 3:32
7. Gang – 3:04
8. Bleed It – 2:25